# Rex (cão)
Rex (16 de dezembro de 1984 – 31 de agosto de 1998) foi um cão da raça Cavalier King Charles Spaniel de propriedade de Ronald Reagan e sua mulher Nancy durante seu mandato como Presidente dos Estados Unidos.

## Residência na Casa Branca
Rex viveria na Casa Branca daquele Natal até Reagan deixar o cargo em 1989, uma vez que ganhou as manchetes quando foi submetido a uma amigdalectomia em um hospital veterinário não revelado. Rex foi presenteado com uma casinha de cachorro ricamente decorada construída pelo Museu das Crianças de Washington, que incluía retratos emoldurados de Ronald e Nancy e cortinas vermelhas nas janelas.